# Drapeau de l'Irlande du Nord
Le drapeau de l'Irlande du Nord est le drapeau du Royaume-Uni. Il n'y a plus de drapeau officiel spécifique à l'Irlande du Nord depuis 1972.

## Ulster Banner

LUlster Banner n'est plus officielle depuis 1972, mais est encore couramment utilisée.

L'Ulster Banner, l'ancien drapeau du gouvernement nord-irlandais, n'est plus utilisé par le gouvernement depuis l'abolition du Parlement d'Irlande du Nord en 1972. Il représente une croix à angles droits, rouge sur un fond blanc, dite croix de saint Georges. Au centre de celle-ci se trouvent une étoile de David blanche et une main rouge (Main rouge de l'Ulster), au-dessus de laquelle se trouve une couronne. Ce drapeau est aujourd'hui associé aux unionistes dans le cadre du conflit nord-irlandais.
Néanmoins, l’Ulster Banner reste le drapeau officiel des athlètes nord-irlandais aux Jeux du Commonwealth,, ainsi que de l'équipe d'Irlande du Nord de football. Il est aussi utilisé dans les tableaux de classements du tour européen PGA pour identifier les joueurs nord-irlandais.